# Enigmocranchia
Enigmocranchia is een geslacht van inktvissen uit de familie van de Cranchiidae.

## Soort
- Enigmocranchia nipponica Kubodera & Okutani, 2014